# Frei Chico
José Ferreira da Silva mais conhecido como Frei Chico (Caetés, Pernambuco), é um sindicalista brasileiro. É vice-presidente do Sindnapi. É irmão do presidente Luiz Inácio Lula da Silva.
Foi por meio dele que Lula começou a ter contato com o movimento sindical a partir de 1964, quando se mudou para o ABC Paulista, trabalhando para a metalúrgica Indústrias Villares.
O apelido de "Frei" foi dado pelo ex-prefeito de São Bernardo do Campo, Maurício Soares, por causa de sua calvície.

## Biografia
Militante do Partido Comunista Brasileiro (PCB), atuou na clandestinidade durante a ditadura militar. Em 1975, foi preso e torturado pelo DOI-CODI. A prisão de Frei Chico abalou Lula, que, ao saber da tortura, radicalizou sua postura política e intensificou sua atuação sindical.
Em 2017, em um depoimento ao Ministério Público Federal, Alexandrino Alencar contou que o sindicalista prestou consultoria para articulação da Odebrecht com o setor sindical antes da eleição do irmão. Depois da posse, ele passou a receber por mês "graciosamente" o que ganhava pelo antigo trabalho. Os pagamentos foram feitos ao longo dos 13 anos de governo do PT. Na planilha da empresa, Frei Chico tinha o codinome de "Metralha". Além de receber recursos, a sua filha foi contratada pela empresa. Alexandrino fazia pessoalmente os pagamentos mensais em encontros no restaurante "Galetos" do Shopping Eldorado, em São Paulo. Ficou acertado que ele receberia 3 mil reais por mês, mas como a entrega do dinheiro em espécie era feita trimestralmente, o executivo entregava pacotes de 9 mil reais. Segundo ele, Frei Chico pediu um reajuste e o valor subiu para 5 mil mensais reais.
Em abril de 2025, teve seu nome envolvido no Esquema de fraudes no INSS em razão do seu cargo de vice-presidente do Sindnapi, uma das entidades envolvidas no escândalo da fraude bilionária dos aposentados.